# Clay Evans
Clayton „Clay“ T. Evans (* 28. Oktober 1953 in El Bagic, Kolumbien) ist ein ehemaliger kanadischer Schwimmer. Er gewann eine Silbermedaille bei Olympischen Spielen und eine Bronzemedaille bei Panamerikanischen Spielen.

## Sportliche Karriere
Clay Evans wurde als Sohn kanadischer Eltern in Kolumbien geboren. Als Teenager begann er in Kalifornien mit dem Schwimmsport. Bei den Olympischen Spielen 1972 in München schied er über 100 Meter Rücken und über 200 Meter Lagen in den Vorläufen aus.
Evans studierte an der University of California, Los Angeles und schwamm für deren Sportteam, die UCLA Bruins. Er erreichte mehrfach die Endläufe bei den College-Meisterschaften der Vereinigten Staaten. 1976 unterbrach er sein Studium, um sich auf die Olympischen Spiele in Montreal vorzubereiten. Über 100 Meter Schmetterling schwammen drei Kanadier im Halbfinale, aber nur Evans erreichte auch den Endlauf. Mit über einer Sekunde Rückstand auf die drei Medaillengewinner aus den Vereinigten Staaten belegte er den sechsten Platz. Die kanadische Lagenstaffel mit Steve Pickell, Graham Smith, Bruce Robertson und Gary MacDonald erreichte das Finale mit der zweitschnellsten Vorlaufzeit. Im Endlauf siegte die Staffel aus den Vereinigten Staaten vor der kanadischen Staffel mit Steve Pickell, Graham Smith, Clay Evans und Gary MacDonald.
Nach den Olympischen Spielen arbeitete Evans als Schwimmtrainer. Bei den Panamerikanischen Spielen 1979 in San Juan gewann er über 100 Meter Schmetterling die Bronzemedaille hinter Robert Placak aus den Vereinigten Staaten und seinem Landsmann Dan Thompson. Clay Evans trainierte für seine dritte Olympiateilnahme 1980, wegen des Olympiaboykotts nahm Kanada aber nicht an den Olympischen Spielen in Moskau teil.
Evans kehrte dann nach Kalifornien zurück und graduierte an der UCLA in Architektur. Clay Evans war einer der Gründer des Southern California Aquatic Masters Swim Club und war als Schwimmtrainer bei diesem Verein für Altersklassen-Schwimmer tätig.